# Josef Hünermann
Josef Hünermann (* 3. November 1887 in Erkrath; † 11. Juli 1955 in Neuss) war ein deutscher römisch-katholischer Priester, Kirchenhistoriker und Heimatforscher.

## Leben
Josef Hünermann studierte seit 1907 Theologie und Philosophie in Bonn. Nach der Priesterweihe 1911 war er Kaplan in St. Remigius (Köln). Von 1915 bis 1928 war er Geistlicher Lehrer am Erzbischöflichen Gymnasium Aloysianum in Opladen. 1924 wurde er an der Universität Bonn zum Dr. theol. promoviert. Von 1928 bis 1948 war er Religionslehrer und Studienrat am Städt. Realgymnasium in Köln-Lindenthal (Gyrhofstr.).
1928 wurde er zudem stellv. und schließlich Vorsitzender (1934–1937) des Bergischen Geschichtsvereins, Abt. Niederwupper. 1951 wurde er Ehrenmitglied des Bergischen Geschichtsvereins.
Josef Hünermann war der Bruder von Friedrich Hünermann, ab 1938 Weihbischof in Aachen.

## Schriften
- Erkrath und seine Umgebung, Düsseldorf 1907
- Das Gebet in der Lehre und im Leben Jesu, 1924 (Diss.)
- Erinnerungsblätter zum fünfundsiebzigjährigen Jubiläum des Erzbischöflichen Aloysianums in Opladen, Opladen 1925
- Festschrift zum 80j. Jubelfest des Kirchenchors Cäcilia 1848-1928, Opladen 1928
- Aus Opladens Vergangenheit, Opladen 1928 (Neudruck 1929)